# Joanna Moore
Joanna Moore (* 10. November 1934 in Parrott, Georgia als Dorothy Joanne Cook; † 22. November 1997 in Indian Wells, Kalifornien) war eine US-amerikanische Schauspielerin.

## Leben und Karriere
Joanna Moore verlor ihre Familie 1941 bei einem Autounfall. Ihre Schwester und ihre Mutter starben sofort; ihr Vater erlag ein Jahr später den Folgen. Sie wurde danach von ihrer Großmutter und später von einer wohlhabenden Familie aus der Gegend aufgezogen. Während ihres Studiums am Agnes Scott College brachte ihr ein Schönheitswettbewerb die Aufmerksamkeit des Filmgeschäfts ein. 1956 debütierte sie als Fernsehschauspielerin, kurz darauf drehte sie ihre ersten Filme.
Eine ihrer ersten bedeutenden Rollen hatte sie als Tochter des Mordopfers im Filmklassiker Im Zeichen des Bösen (1958) unter Regie von Orson Welles. Anschließend spielte die Blondine unter anderem neben Paul Muni in dessen letzter Filmrolle in Der Zorn des Gerechten (1959) sowie an der Seite von Elvis Presley in Ein Sommer in Florida (1962). Den Großteil ihrer Hollywood-Karriere arbeitete Moore allerdings als Gastdarstellerin in zahlreichen US-Fernsehserien. Eine ihrer bekanntesten Rollen übernahm sie 1967 in Robert Altmans Science-Fiction-Film Countdown: Start zum Mond.
Joanna Moore war nach einer ersten kurzen Ehe im Jahr 1951 mit Willis Moore von 1955 bis 1957 mit dem Schauspieler Don Oreck verheiratet. Von 1963 bis 1967 war sie mit ihrem Schauspielkollegen Ryan O’Neal verheiratet; aus der Ehe stammen die Kinder Tatum (* 1963) und Griffin O’Neal (* 1964), die beide ebenfalls als Schauspieler tätig sind. Auch ihre vierte Ehe mit dem Dachdecker Gary Reeves in den 1970er-Jahren wurde geschieden.
Moore hatte ab den späten 1960er-Jahren zunehmend Probleme mit Alkohol und Drogen, was auch ein Grund für ihre schwindende Filmkarriere war. 1971 wurde sie wegen Trunkenheit am Steuer verhaftet, woraufhin ihrem Ex-Mann Ryan O’Neal das Sorgerecht für die Kinder zugesprochen wurde. Eine ihrer letzten nennenswerten Rollen hatte sie 1975 im Katastrophenfilm Die Hindenburg von Robert Wise. Trotz mehrerer Entziehungskuren hatte Moore für den Rest ihres Lebens mit Suchtproblemen zu kämpfen. Sie musste zuletzt finanziell von ihrer Tochter Tatum unterstützt werden. Joanna Moore starb 1997 im Alter von 63 Jahren in Kalifornien an Lungenkrebs.

## Filmografie (Auswahl)
Kino
- 1957: Appointment with a Shadow
- 1958: Im Zeichen des Bösen (Touch of Evil)
- 1958: Der weiße Teufel von Arkansas (Ride a Crooked Trail)
- 1958: Der Schrecken schleicht durch die Nacht (Monster on the Campus)
- 1959: Der Zorn des Gerechten (The Last Angry Man)
- 1962: Ein Sommer in Florida (Follow That Dream)
- 1962: Auf glühendem Pflaster (Walk on the Wild Side)
- 1962: Der Pauker kann’s nicht lassen (Son of Flubber)
- 1963: The Man from Galveston
- 1966: Nevada Smith
- 1967: Countdown: Start zum Mond (Countdown)
- 1968: Wie klaut man ein Gemälde? (Never a Dull Moment)
- 1972: J.C.
- 1975: Die Hindenburg (The Hindenburg)

Fernsehen
- 1956: Lux Video Theatre (Folge 7x08)
- 1958, 1959: Wenn man Millionär wär’ (The Millionaire, 2 Folgen)
- 1958–1962: Alfred Hitchcock präsentiert (Alfred Hitchcock Presents, 4 Folgen)
- 1958, 1963: Perry Mason (2 Folgen)
- 1959: The Real McCoys (2 Folgen)
- 1959: Westlich von Santa Fé (The Rifleman, Folge 2x04)
- 1959: Maverick (Folge 3x08)
- 1959, 1963: Hawaiian Eye (2 Folgen)
- 1960–1965: Rauchende Colts (Gunsmoke, 3 Folgen)
- 1961: Die Unbestechlichen (The Untouchables, Folge 2x28)
- 1961, 1962: Route 66 (Fernsehserie, 2 Folgen)
- 1962: 77 Sunset Strip (Folge 4x34)
- 1962: The Andy Griffith Show (4 Folgen)
- 1962: Sprung aus den Wolken (Ripcord, Folge 2x03)
- 1963–1967: Die Leute von der Shiloh Ranch (The Virginian, 4 Folgen)
- 1964–1965: Alfred Hitchcock zeigt (The Alfred Hitchcock Hour, 2 Folgen)
- 1964–1966: Auf der Flucht (The Fugitive, 3 Folgen)
- 1965: Solo für O.N.C.E.L. (The Man from U.N.C.L.E., Folge 1x15)
- 1965: Gauner gegen Gauner (The Rogues, Folge 1x24)
- 1965: Meine drei Söhne (My Three Sons, Folge 6x09)
- 1965: Verrückter wilder Westen (The Wild Wild West, Folge 1x15)
- 1966: Daniel Boone (Folge 2x27)
- 1966: Wettlauf mit dem Tod (Run for Your Life, Folge 2x10)
- 1967: Verliebt in eine Hexe (Bewitched, Folge 3x25 Geld allein macht nicht glücklich)
- 1967–1969: FBI (The F.B.I., 3 Folgen)
- 1969: High Chaparral (The High Chaparral, Folge 3x09)
- 1970: Nanny und der Professor (Nanny and the Professor, Folge 1x02)
- 1970: Ein Sheriff in New York (McCloud, Folge 1x03)
- 1974: Die Waltons (The Waltons, Folge 3x12 Was will John?)
- 1975: Kung Fu (Folge 3x20 Caine in der Todesfalle)
- 1975: Bronk (Folge 1x00)
- 1976: Petrocelli (Fernsehserie, Folge 2x20)
- 1980: Scout’s Honor (Fernsehfilm)